# Tara Nummedal
Tara E. Nummedal est professeure d'histoire et d'études italiennes à l'Université Brown, où elle est titulaire de la chaire d'histoire John Nickoll Provost. Elle est connue pour ses travaux sur Anne Marie von Ziegler et sur l'histoire de l'alchimie et des sciences naturelles au début de l'Europe moderne.

## Biographie
Nummedal est originaire de Seal Beach, en Californie et est diplômée en 1992 du Pomona College. Après avoir obtenu une maîtrise à l'Université de Californie à Davis en 1996, elle obtient son doctorat à l'Université Stanford en 2001.
Elle rejoint la faculté de l'Université Brown en 2002. Son mari, Seth Rockman, est également historien à l'Université Brown.
Nummedal reçoit une Bourse Guggenheim en 2009 et le prix Pfizer en 2022.

## Publications
- Alchemy and Authority in the Holy Roman Empire (University of Chicago Press, 2007)
- Anna Zieglerin and the Lion’s Blood: Alchemy and End Times in Reformation Germany (University of Pennsylvania Press, 2019)
- John Abbot and William Swainson: Art, Science, and Commerce in 19th-Century Natural History Illustration (avec Janice Neri et John V. Calhoun, University of Alabama Press, 2019).